# Chlorophorus ovicollis
Chlorophorus ovicollis là một loài bọ cánh cứng trong họ Cerambycidae.